# Kościół św. Mateusza w Boguchwałowie
Kościół św. Mateusza w Boguchwałowie – rzymskokatolicki kościół parafialny zlokalizowany na wzgórzu w centrum wsi Boguchwałów (powiat głubczycki, województwo opolskie). Funkcjonuje przy nim parafia św. Mateusza Apostoła, którą obsługuje proboszcz parafii św. Jodoka w Suchej Psinie.

## Historia
Świątynię wzniesiono w 1602. Jej fundatorami (wraz z wyposażeniem: ołtarze główny i boczne, ambona, chrzcielnica, ławy) byli Kasper Strzeli von Dilaw wraz z żoną, Ewą z Obrowca. W 1603 pochowano ich w krypcie pod ołtarzem głównym świątyni. W latach 1776 oraz 1837 obiekt został uszkodzony przez pożary (dach i dzwony).

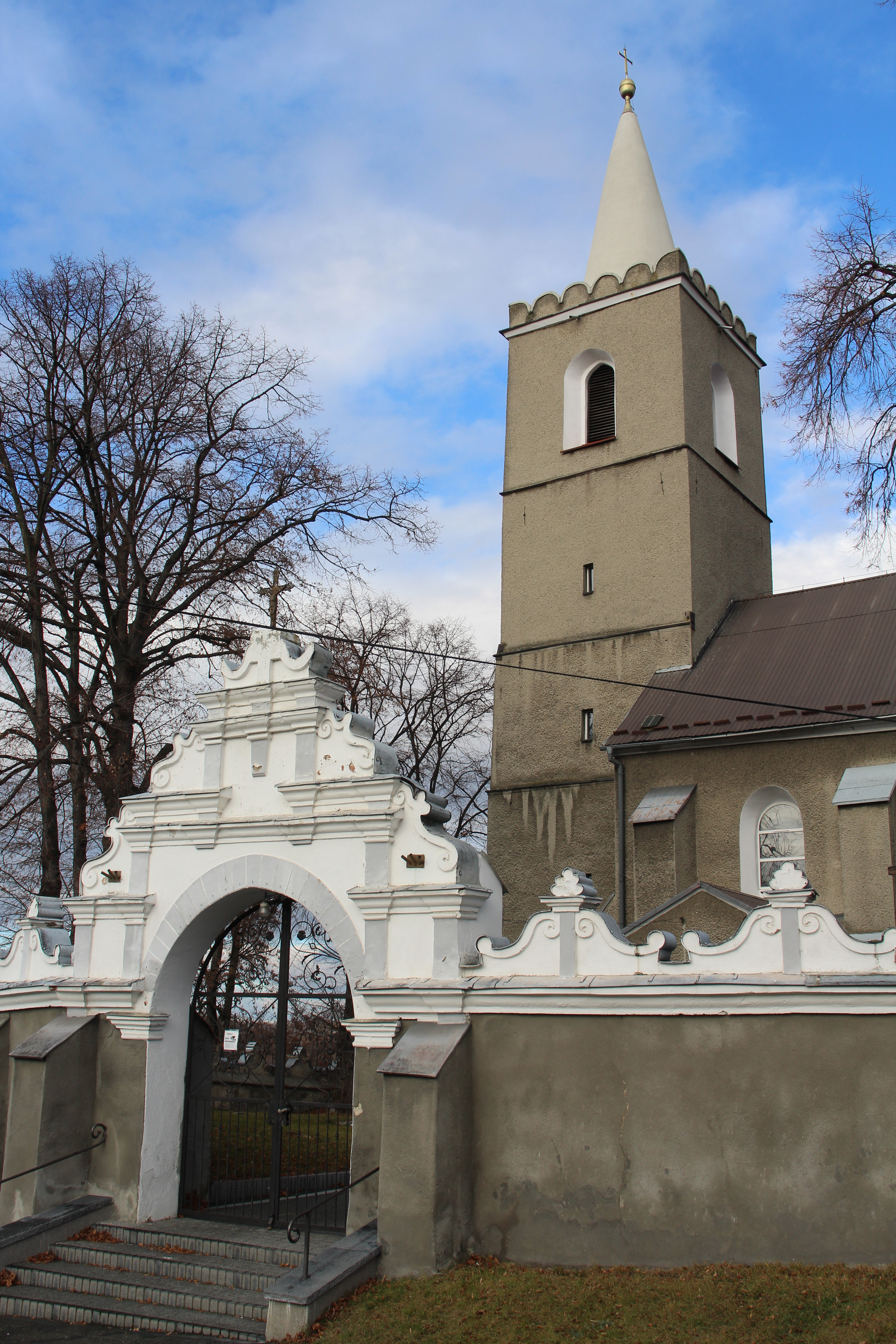
Brama i wieża

Obiekt zbombardowano w 1945, podczas II wojny światowej. Remont wykonano w 1959. W początkach XXI wieku przeprowadzono prace konserwatorskie przy ołtarzach (głównym i bocznych).

## Architektura
Obiekt jest otoczony owalnym murem z dwoma bramkami, w części oszkarpowanym. Zwieńczono go renesansową attyką.
Murowany, wzniesiony z kamienia i cegły kościół jest orientowany, otynkowany, oszkarpowany i przykryty dachami dwuspadowymi. Nawa jest dwuprzęsłowa. Od zachodu znajduje się pięciokondygnacyjna, zwieńczona attyką wieża, natomiast od południa kruchta. Prezbiterium przylega od wschodu i jest prostokątne oraz dwuprzęsłowe, zamknięte trójbocznie, z kaplicą i zakrystią po bokach (oba te pomieszczenia dekorowane są gzymsami i pilastrami hermowymi).

## Wyposażenie
Wyposażenie ma katolicki program ikonograficzny. Nawa, prezbiterium i kaplica kryte są sklepieniami krzyżowo-żebrowymi. Żebra wykonano ze stiuku, a wsporniki z kamienia (nadano im formę masek). Kruchtę kryje sklepienie kolebkowo-krzyżowe.
Ołtarze pochodzą z XVII wieku. Wszystkie trzy są tryptykami rzeźbionymi w centrum i malowanymi po bokach. W ołtarzu głównym wyobrażono Koronację Matki Bożej. Predella przedstawia fundatorów wraz z ich herbami szlacheckimi. Ołtarze boczne przedstawiają: Pokłon Trzech Króli oraz Ostatnią Wieczerzę. Ambona jest renesansowa i pochodzi z początku XVII wieku. Płaskorzeźby przedstawiają Ewangelistów.

## Otoczenie
Kościół otoczony jest starym drzewostanem. Pod murem znajduje się nagrobek proboszcza Franza Hanke (urząd sprawował w latach 1921-1939), urodzonego w Wyszkach. W obrębie terenu przykościelnego stoi kilka rzeźb, a także krzyży i tablic nagrobnych.

## Galeria

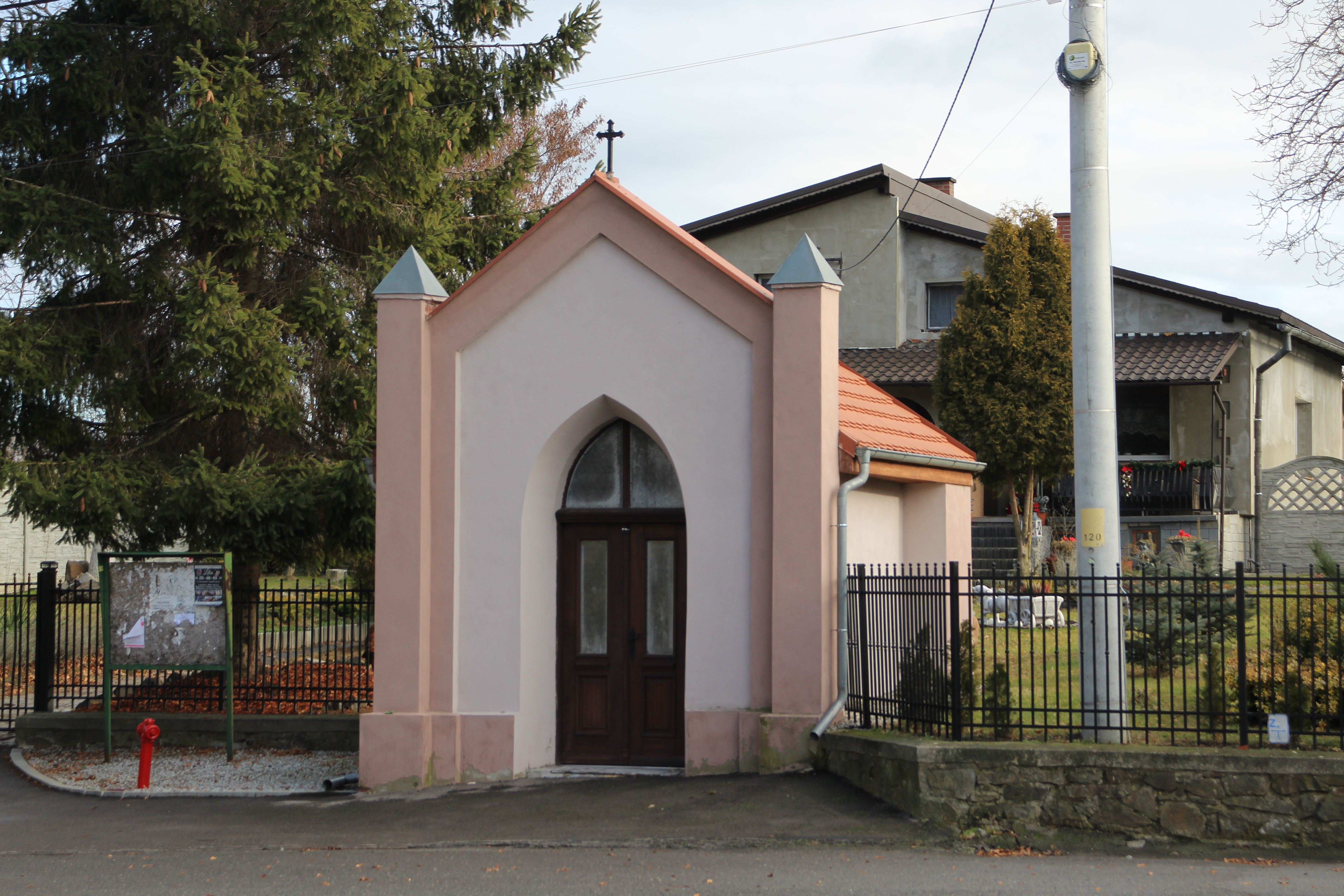
Kaplica przy kościele
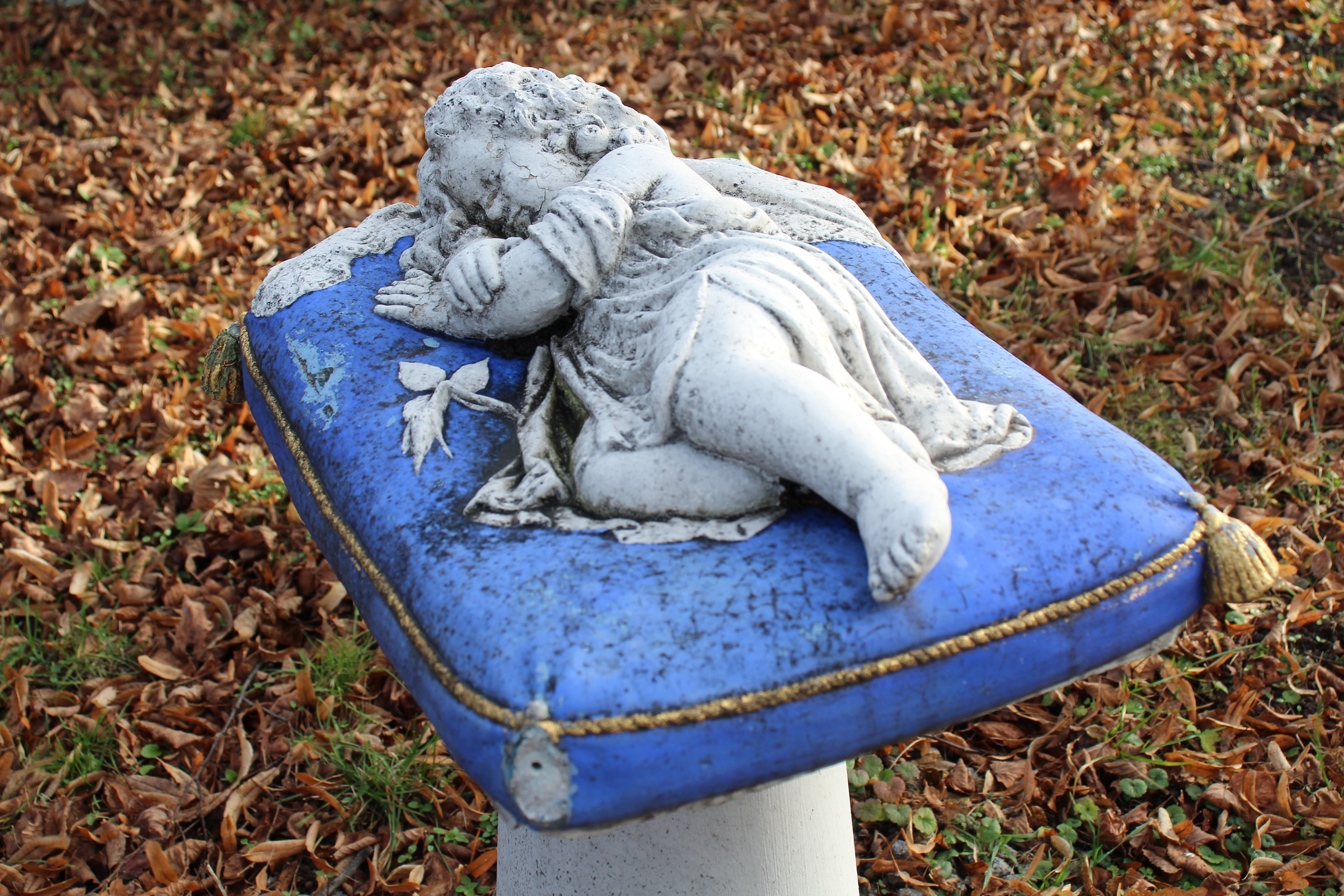
Rzeźby przy kościele
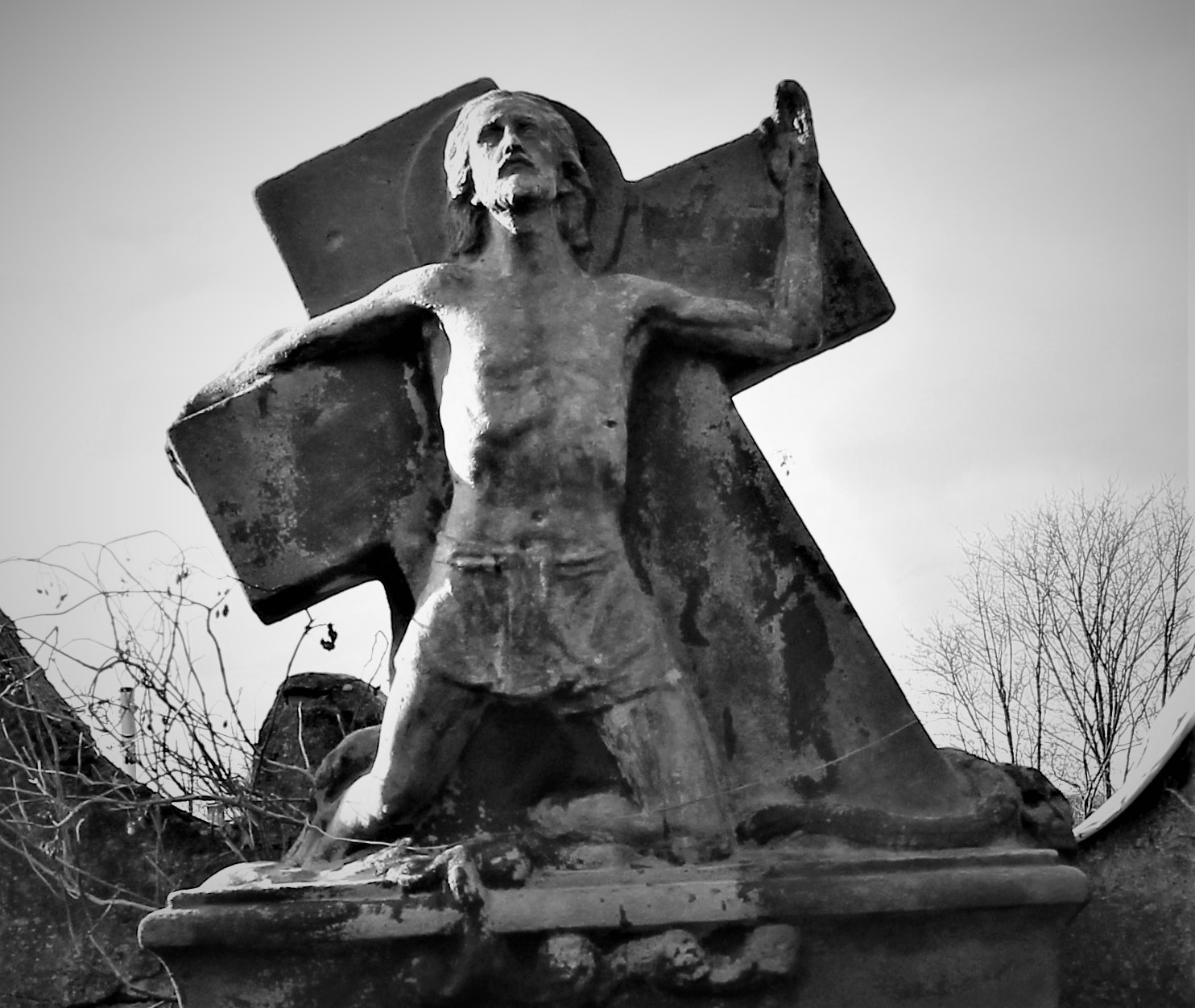